# Compañía Nacional de los Ferrocarriles del Oeste

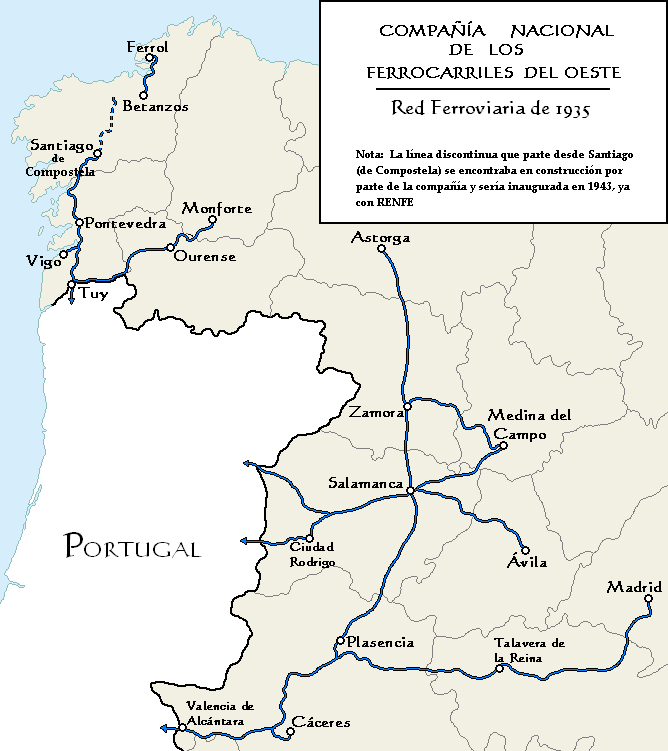
Mappa della rete Ferrocarriles del Oeste nel 1935

La Compañía Nacional de los Ferrocarriles del Oeste era un'azienda pubblica della Spagna costituita nel 1928 con lo scopo di assumere la gestione di ferrovie preesistenti che in seguito a fallimento o a cattive situazioni economiche erano state rilevate dallo Stato.
La "compañía" nacque nel contesto della crisi economica delle ferrovie spagnole degli anni venti. Lo Stato, in base allo statuto ferroviario del 1924, ne decretò l'istituzione con il duplice scopo di rilevare le ferrovie dell'Ovest della Spagna in grave crisi economica e di accorpare altre linee ferroviarie già controllate dallo Stato. Ebbe esistenza piuttosto breve: nel 1941 fu integrata nella Red Nacional de los Ferrocarriles Españoles (Renfe).

## Storia

### Prodromi
Poco tempo dopo il colpo di stato del settembre 1923 Miguel Primo de Rivera, si occupò della cosiddetta questione ferroviaria spagnola emanando l'Estatuto Ferroviario de 1924. Ciò non fu risolutivo in quanto la situazione critica di alcune piccole aziende comportò la necessità di un intervento diretto dello Stato per completare la costruzione di alcune linee che furono poi poste sotto la gestione dell'EFE.

### Nasce la "compañía"
Nel 1928 la Compañía de los Ferrocarriles de Madrid a Cáceres y Portugal si trovava in difficoltà economiche tali da non permettere più il normale esercizio. Altre linee dell'ovest della Spagna versavano in condizioni simili. Il governo aveva inizialmente tentato di obbligare le grandi reti quali la Compañía de los Caminos de Hierro del Norte de España o la Compañía de los Ferrocarriles de Madrid a Zaragoza y Alicante ad inglobarle ma quelle non intendevano assumersi l'onere di tali gestioni passive. Alla fine lo Stato ne decise il riscatto rimborsando gli azionisti ma tenendoli, tuttavia, all'interno della struttura di gestione. L'8 novembre 1928 nacque per decreto la Compañía Nacional de los Ferrocarriles del Oeste de España. Si trattava di una impresa pubblica nazionale a capitale preminente di stato ma con possibilità di concorso dei capitali privati di parte degli antichi concessionari. La nuova compagnía disponeva di un capitale iniziale di 104 milioni di pesetas.
Lo statuto ferroviario del 1924 prevedeva il salvataggio delle imprese e definiva le direttive in linea con le politiche che il governo dittatoriale adottava nei confronti di alcune ferrovie dell'Ovest della penisola. Di queste la línea Avila-Salamanca e la Betanzos-Ferrol erano già proprietà dello Stato. Altre linee erano invece in concessione alle seguenti società:
- Compañía de los Ferrocarriles de Madrid a Cáceres y Portugal (MCP),
- Compañía del Ferrocarril de Salamanca a la Frontera Portuguesa (SFP),
- Compañía del Ferrocarril de Medina del Campo a Salamanca (MCS),
- Compañía del Ferrocarril de Medina a Zamora y de Orense a Vigo (MZOV),
- The West Galicia Railway Company Limited (WGR)[2].

L'integrazione delle compagnie realizzava una rete di circa 665 km. A questa si aggiungeva la ferrovia Zamora-Orense-Santiago di Compostela-La Coruña in gran parte ancora da costruire.

### Breve esistenza
L'esercizio economico del primo anno (1929) non fu particolarmente soddisfacente ed anche successivamente la redditività continuò a ridursi. Tra l'altro la compagnia nasceva in un periodo difficile nell'ultima fase della dittatura di Primo de Rivera, alle soglie della Grande depressione del 1929, la caduta della monarchia nel 1930 e l'istituzione della Seconda Repubblica spagnola nel 1931. Quest'ultima disconobbe la validità degli aiuti di stato previsti dallo statuto del 1924 in specie riguardanti l'esercizio misto o privato; peraltro, nonostante l'intervento statale la crisi delle ferrovie dell'Ovest continuava a pesare e il deficit della compagnia continuava ad aumentare negli anni trenta.
La compagnia inoltre ereditava un parco rotabili antiquato e in cattivo stato. La principale mossa fu pertanto la modernizzazione dei veicoli e l'acquisto di nuove locomotive dalla fabbrica Devis di Valencia; furono acquistate e immesse in servizio macchine di rodiggio 2-4-0 (denominate Mastodonte).
Nel 1936 il governo del Fronte Popolare deliberò il sequestro della Compañía de los Ferrocarriles Andaluces a causa della pessima situazione finanziaria. Con decreto del 9 maggio 1936 lo Stato prendeva in carico la compagnia e ne trasferiva la direzione alle Ferrocarriles del Oeste che, con questo, acquisiva il controllo della rete della Andalusia e del Sud della Spagna. Si costituiva formalmente (ma non giuridicamente) la Ferrocarriles Andaluces y del Oeste.

### Guerra civile e dissolvimento della rete
Lo scoppio della Guerra di Spagna il 18 luglio 1936 divise il paese e pertanto anche la rete delle ferrovie dell'Ovest. Il 3 agosto il governo requisì tutte le reti delle società private ponendole, in una sola entità, sotto controllo governativo. Per le "Ferrocarriles del Oeste" significó la sparizione in tutta l'area sotto controllo repubblicano in quanto posta sotto il controllo di Red Nacional Española. Di fatto, nei primi mesi di conflitto, il controllo era nelle mani di sindacati e organizzazioni di lavoratori delle ferrovie.
Nella parte del paese caduta in mano ai rivoltosi le ferrovie vennero poste sotto controllo militare; parte delle "Ferrocarriles del Oeste" finirono sotto il controllo franchista ad eccezione della Estación de Delicias di Madrid e delle ferrovie dell'Andalusia orientale.
Alla fine della guerra civile rimanevano solo macerie di infrastrutture e materiali rotabili inservibili o distrutti. Nonostante i piani di ricostruzione, poco tempo dopo, nel 1941 la compagnia venne integrata nella nuova impresa statale Red Nacional de los Ferrocarriles Españoles.

## Rete
Sono elencate le linee, di proprietà o in gestione, della Compañía Nacional del Oeste al 1935; non elencate quelle delle Ferrocarriles Andaluces in carico per breve periodo nel 1936.
| Linea                                              | km   | Proprietà                                                             | Inaugurazione     | Note                                                         |
| -------------------------------------------------- | ---- | --------------------------------------------------------------------- | ----------------- | ------------------------------------------------------------ |
| Salamanca - Frontiera Portogallo                   | 204  | Compañía del Ferrocarril de Salamanca a la Frontera Portuguesa (SFP)  | 25 maggio 1888    | Vedi ferrovia Ferrovia Barca d'Alva-La Fuente de San Esteban |
| Avila - Salamanca                                  | 103  | Stato                                                                 | 30 ottobre 1926   |                                                              |
| Medina del Campo - Salamanca                       | 77   | Compañía del Ferrocarril de Medina del Campo a Salamanca (MS)         | 1 settembre 1877  |                                                              |
| Betanzos - Ferrol                                  | 42,8 | Stato                                                                 | 5 maggio 1913     |                                                              |
| Santiago di Compostela - Villagarcía - Pontevedra  | 75   | The West Galicia Railway Company Limited (WGR)                        | 15 settembre 1873 |                                                              |
| Santiago di Compostela - La Coruña                 |      | Stato                                                                 | 14 aprile 1943    | In costruzione fino al 1943 con Renfe                        |
| Medina del Campo - Zamora - Orense - Vigo          |      | Compañía del Ferrocarril de Medina a Zamora y de Orense a Vigo (MZOV) |                   | MZOV esistita fino al 1957 come committente dei lavori       |
| Madrid - Cáceres - Frontiera portoghese            | 431  | Compañía de los Ferrocarriles de Madrid a Cáceres y Portugal (MCP)    | ottobre 1881      | Inclusa la Stazione de Delicias di Madrid                    |
| Malpartida de Plasencia - Astorga                  | 348  | Compañía de los Ferrocarriles de Madrid a Cáceres y Portugal (MCP)    | 21 giugno 1896    |                                                              |
| Monforte - Vigo - Pontevedra- Frontiera portoghese | 209  | Compañía del Ferrocarril de Medina a Zamora y de Orense a Vigo (MZOV) | 1885              |                                                              |

### Parco rotabili
| Gruppo | Provenienza | n° Oeste  | n° Renfe          | Costruttore                                        | n° di fabbr. | Anno | Massa | Note                 |
| ------ | --- | --------- | ----------------- | -------------------------------------------------- | ------------ | ---- | ----- | -------------------- |
| 220    | Compañía de los Ferrocarriles de Madrid a Cáceres y Portugal (MCP)                                                    | 1         | 220.2001          | Hartmann, Chemnitz                                 | 1114         | 1881 | 41,8  | .                    |
| 220    | Compañía de los Ferrocarriles de Madrid a Cáceres y Portugal                                                          | 2         | .                 | Hartmann                                           | 1115         | 1881 | 41,8  | .                    |
| 220    | Compañía de los Ferrocarriles de Madrid a Cáceres y Portugal                                                          | 3         | 220.2002          | Hartmann                                           | 1116         | 1881 | 41,8  | .                    |
| 220    | Compañía de los Ferrocarriles de Madrid a Cáceres y Portugal                                                          | 4         | .                 | Hartmann                                           | 1117         | 1881 | 41,8  | .                    |
| 220    | Compañía de los Ferrocarriles de Madrid a Cáceres y Portugal                                                          | 5         | 220.2003          | Hartmann                                           | 1118         | 1881 | 41,8  | .                    |
| 220    | Compañía de los Ferrocarriles de Madrid a Cáceres y Portugal                                                          | 6         | .                 | Hartmann                                           | 1119         | 1881 | 41,8  | .                    |
| 220    | Compañía de los Ferrocarriles de Madrid a Cáceres y Portugal                                                          | 7         | 220.2004          | Hartmann                                           | 1120         | 1881 | 41,8  | .                    |
| 220    | Compañía de los Ferrocarriles de Madrid a Cáceres y Portugal                                                          | 8         | .                 | Hartmann                                           | 1121         | 1881 | 41,8  | .                    |
| 220    | Compañía de los Ferrocarriles de Madrid a Cáceres y Portugal                                                          | 9         | 220.2005          | Hartmann                                           | 1122         | 1881 | 41,8  | Preservata           |
| 120    | Compañía del Ferrocarril de Medina a Zamora y de Orense a Vigo (MZOV)                                                 | 21÷25     | .                 | Société J.F Cail & Cie                             | 1207÷1211    | 1863 | 32,0  | .                    |
| 120    | Compañía del Ferrocarril de Medina a Zamora y de Orense a Vigo                                                        | 26÷30     | .                 | Société J.F Cail & Cie.                            | 1216÷1220    | 1863 | 32,0  | .                    |
| 021    | Compañía del Ferrocarril de Medina a Zamora y de Orense a Vigo                                                        | 51÷52     | .                 | Sharp, Stewart and Company, Manchester             | 2972÷2973    | 1880 | 35,0  | .                    |
| 021    | Compañía del Ferrocarril de Medina a Zamora y de Orense a Vigo                                                        | 53÷54     | .                 | Sharp, Stewart and Company                         | 3040÷3041    | 1882 | 35,0  | .                    |
| 021    | Compañía del Ferrocarril de Medina a Zamora y de Orense a Vigo                                                        | 55÷56     | .                 | Sharp, Stewart and Company                         | 3207÷3208    | 1884 | 35,0  | .                    |
| 021    | Compañía del Ferrocarril de Medina a Zamora y de Orense a Vigo                                                        | 57÷58     | .                 | Sharp, Stewart and Company                         | 3215÷3216    | 1884 | 35,0  | .                    |
| 120    | Compañía del Ferrocarril de Salamanca a la Frontera Portuguesa (SFP)                                                  | 61÷62     | .                 | Les Ateliers de Tubize                             | 553÷554      | 1883 | 34,9  | .                    |
| 120    | Compañía del Ferrocarril de Salamanca a la Frontera Portuguesa                                                        | 73÷85     | 120.2131÷2132     | Maschinenfabrik Esslingen                          | 2038÷2050    | 1884 | 36,4  | Preservata: 120.2131 |
| 030    | Compañía de los Ferrocarriles de Madrid a Cáceres y Portugal                                                          | 101       | .                 | Saint-Léonard, Liegi                               | 248          | 1865 | ?     | .                    |
| 030    | Compañía de los Ferrocarriles de Madrid a Cáceres y Portugal                                                          | 103-110   | .                 | Hartmann                                           | 969÷978      | 1877 | 35,4  | .                    |
| 030    | Compañía del Ferrocarril de Medina del Campo a Salamanca(MS)                                                          | 117÷120   | 030.2107 (ex 119) | John Haswell, Vienna                               | 686-688      | 1863 | 30,4  | .                    |
| 030    | Compañía del Ferrocarril de Medina del Campo a Salamanca                                                              | 121       | .                 | Elsässische Maschinenbau-Gesellschaft Grafenstaden | 241          | 1864 | 30,4  | .                    |
| 030    | Compañía del Ferrocarril de Medina a Zamora y de Orense a Vigo                                                        | 131 a 135 | .                 | Saint-Léonard                                      | 222÷226      | 1864 | 30,4  | .                    |
| 030 T  | Compañía de los Ferrocarriles de Madrid a Cáceres y Portugal                                                          | 161       | 030÷0224          | John Cockerill, Seraing                            | 1899         | 1895 | 28,5  | Preservata           |
| 030 T  | Compañía de los Ferrocarriles de Madrid a Cáceres y Portugal                                                          | 171÷172   | .                 | John Cockerill                                     | 1556-1557    | 1888 | 31,0  | .                    |
| 030 T  | Compañía de los Ferrocarriles de Madrid a Cáceres y Portugal                                                          | 181       | .                 | Corpet-Louvet, La Courneuve                        | 513          | 1889 | 27,3  | .                    |
| 030 T  | The West Galicia Railway Company Limited (WGR)                                                                        | 191       | 030.0201          | Kitson and Company                                 | 243          | 1880 | 19,8  | .                    |
| 030    | Compañía de los Ferrocarriles de Madrid a Cáceres y Portugal                                                          | 201÷202   | .                 | John Cockerill                                     | 1084÷1085    | 1879 | 33,5  | .                    |
| 030    | Compañía de los Ferrocarriles de Madrid a Cáceres y Portugal                                                          | 203       | 030.2540          | John Cockerill                                     | 1086         | 1879 | 33,5  | .                    |
| 030    | Compañía de los Ferrocarriles de Madrid a Cáceres y Portugal                                                          | 204 a 205 | .                 | John Cockerill                                     | 1087÷1088    | 1879 | 33,5  | .                    |
| 030    | Compañía de los Ferrocarriles de Madrid a Cáceres y Portugal                                                          | 206       | 030.2541          | John Cockerill                                     | 1089         | 1879 | 33,5  | .                    |
| 030    | Compañía de los Ferrocarriles de Madrid a Cáceres y Portugal                                                          | 207÷214   | .                 | Hartmann                                           | 1098÷1103    | 1880 | 33,5  | .                    |
| 030    | Compañía de los Ferrocarriles de Madrid a Cáceres y Portugal                                                          | 215÷219   | .                 | Hartmann                                           | 1765÷1769    | 1891 | 33,5  | .                    |
| 030    | Compañía del Ferrocarril de Salamanca a la Frontera Portuguesa                                                        | 226÷229   | .                 | Hartmann                                           | 1495÷1498    | 1887 | 38,7  |                      |
| 030    | Compañía del Ferrocarril de Medina a Zamora y de Orense a Vigo                                                        | 251÷254   | .                 | Schwartzkopff, Berlino                             | 949-952      | 1878 | 33,0  | .                    |
| 030    | Compañía del Ferrocarril de Medina a Zamora y de Orense a Vigo                                                        | 255÷257   | 030.2502÷2503     | Schwartzkopff                                      | 1373-1375    | 1884 | 33,0  | .                    |
| 030    | Compañía del Ferrocarril de Medina a Zamora y de Orense a Vigo                                                        | 267÷268   | 030.2569÷2570     | Hartmann                                           | 1713-1714    | 1890 | 37,5  | .                    |
| 030    | Compañía de los Ferrocarriles de Madrid a Cáceres y Portugal                                                          | 301÷310   | 030.2519÷2526     | John Cockerill                                     | 2016÷2025    | 1897 | 36,0  | .                    |
| 030    | Compañía de los Ferrocarriles de Madrid a Cáceres y Portugal                                                          | 401÷410   | 030.2527÷2536     | Hartmann                                           | 2721÷2730    | 1901 | 35,8  | .                    |
| 030    | Compañía de los Ferrocarriles de Madrid a Cáceres y Portugal                                                          | 411÷420   | 030.2557÷2566     | Sociedad Española de Construcción Naval            | 1÷10         | 1928 | 35,0  | .                    |
| 030    | Compañía del Ferrocarril de Medina a Zamora y de Orense a Vigo                                                        | 421÷422   | 030-2567 a 2568   | Sociedad Española de Construcción Naval            | 11-12        | 1928 | 35,0  | .                    |
| 030 T  | The West Galicia Railway Company Limited                                                                              | 432÷433   | .                 | Yorkshire Engine Company, Sheffield                | 187÷188      | 1872 | ?     | .                    |
| 031 T  | MZOV | 441÷442   | 031-0211 a 0212   | Kitson and Company                                 | 3764÷3765    | 1897 | 42,5  | .                    |
| 031 T  | Compañía del Ferrocarril de Medina a Zamora y de Orense a Vigo                                                        | 451       | 031.0221          | Schwartzkopff                                      | ?            | 1883 | 41,0  | .                    |
| 130    | Compañía de los Ferrocarriles de Madrid a Cáceres y Portugal                                                          | 501÷507   | 130.2111÷2117     | Hartmann                                           | 3349÷3355    | 1909 | 47,0  | .                    |
| 130    | Compañía de los Ferrocarriles de Madrid a Cáceres y Portugal Compañía del Ferrocarril de Medina del Campo a Salamanca | 508÷510   | 130.2118÷2120     | Hartmann                                           | 3553÷3555    | 1912 | 47,0  | .                    |
| 130    | Compañía del Ferrocarril de Medina del Campo a Salamanca                                                              | 521÷524   | 130.2081÷2084     | Henschel & Sohn, Kassel                            | 9837÷9840    | 1910 | 42,2  | .                    |
| 130    | Compañía del Ferrocarril de Medina del Campo a Salamanca                                                              | 525       | 130.2085          | Henschel & Sohn                                    | 18629        | 1921 | 42,2  | .                    |
| 130    | Compañía del Ferrocarril de Medina del Campo a Salamanca                                                              | 526       | 130.2086          | Henschel & Sohn                                    | 19513        | 1922 | 42,2  | .                    |
| 130    | Compañía del Ferrocarril de Medina a Zamora y de Orense a Vigo                                                        | 541÷542   | 130.2011÷2012     | Nasmyth, Gaskell and Company, Patricroft           | 409÷410      | 1891 | 34,0  | .                    |
| 130    | Compañía del Ferrocarril de Medina a Zamora y de Orense a Vigo                                                        | 553÷554   | 130.2031÷2032     | Kitson and Company                                 | 4286÷4287    | 1904 | 40,9  | .                    |
| 130    | Compañía del Ferrocarril de Medina a Zamora y de Orense a Vigo                                                        | 555       | 130.2033          | Kitson and Company                                 | 5130         | 1915 | 40,9  | .                    |
| 230    | Compañía de los Ferrocarriles de Madrid a Cáceres y Portugal                                                          | 701÷706   | 230.2065÷2070     | Linke-Hofmann-Busch, Breslavia                     | 2412÷2417    | 1921 | 55,6  | .                    |
| 230    | Compañía del Ferrocarril de Medina del Campo a Salamanca                                                              | 707÷710   | 230.2071÷2074     | Babcock & Wilcox                                   | 262÷265      | 1928 | 55,6  | .                    |
| 230    | Ferrocarril de Ávila a Salamanca (AS)                                                                                 | 711÷712   | 230.4141÷ 4142    | Babcock & Wilcox                                   | 226÷227      | 1928 | 55,0  | .                    |
| 230    | Ferrocarril de Ávila a Salamanca                                                                                      | 713       | 230.4143          | Euskalduna, Bilbao                                 | 144          | 1928 | 55,0  | .                    |
| 230    | Compañía del Ferrocarril de Medina a Zamora y de Orense a Vigo                                                        | 760÷761   | 230.2059÷2060     | North British Locomotive Company, Glasgow          | 17647÷17648  | 1907 | 50,9  | .                    |
| 230    | Compañía del Ferrocarril de Medina a Zamora y de Orense a Vigo                                                        | 762       | 230.2061          | North British Locomotive Co.                       | 17919        | 1907 | 50,9  | .                    |
| 230    | Compañía del Ferrocarril de Medina a Zamora y de Orense a Vigo                                                        | 763÷765   | 230.2062÷2064     | North British Locomotive Co.                       | 18775÷18777  | 1909 | 50,9  | .                    |
| 040    | Compañía de los Ferrocarriles de Madrid a Cáceres y Portugal                                                          | 801÷806   | 040.2311÷2316     | Hartmann                                           | 3747÷3752    | 1914 | 49,9  | .                    |
| 040    | Compañía de los Ferrocarriles de Madrid a Cáceres y Portugal                                                          | 807÷814   | 040.2321÷2328     | Hartmann                                           | 4455÷4462    | 1921 | 46,9  | .                    |
| 040    | Compañía del Ferrocarril de Medina a Zamora y de Orense a Vigo                                                        | 821÷826   | 040.2191÷2196     | Sharp Stewart                                      | 2963÷2968    | 1881 | 43,0  | .                    |
| 040    | Compañía del Ferrocarril de Medina a Zamora y de Orense a Vigo                                                        | 827       | 040.2251          | North British Locomotive Co.                       | 15950        | 1903 | 45,0  | .                    |
| 040    | Compañía del Ferrocarril de Medina a Zamora y de Orense a Vigo                                                        | 828       | 040.2252          | North British Locomotive Co.                       | 16033        | 1903 | 45,0  | .                    |
| 240    | Compañía del Ferrocarril de Medina a Zamora y de Orense a Vigo                                                        | 831÷834   | 240.2051÷2054     | Linke-Hofmann                                      | 2418÷2421    | 1922 | 64,1  | .                    |
| 240    | Compañía del Ferrocarril de Medina a Zamora y de Orense a Vigo                                                        | 835÷838   | 240.2055÷2058     | Euskalduna                                         | 145÷148      | 1928 | 64,1  | .                    |
| 240    | . | 839÷842   | 240.2059÷2062     | Euskalduna                                         | 197.200      | 1931 | 66,3  | .                    |
| 141 T  | Compañía de los Ferrocarriles de Madrid a Cáceres y Portugal                                                          | 851÷856   | 141.0211÷0216     | La Maquinista Terrestre y Marítima, Barcellona     | 204÷209      | 1925 | 55,0  |                      |
| 141 T  | . | 857÷864   | 141.0217÷0224     | Babcock & Wilcox                                   | 409÷416      | 1931 | 66,8  | .                    |
| 140    | Ferrocarril de Ávila a Salamanca                                                                                      | 871÷872   | 140.2472÷2473     | Babcock & Wilcox                                   | 162÷163      | 1926 | 70,5  | .                    |
| 140    | Ferrocarril de Ávila a Salamanca                                                                                      | 873÷874   | 140.2474÷2475     | Babcock & Wilcox                                   | 173÷174      | 1927 | 70,5  | .                    |
| 140    | . | 875÷888   | 140.2476÷2489     | Sociedad Española de Construcción Naval            | 13÷26        | 1932 | 70,5  | .                    |
| 140    | . | 889÷893   | 140.2490÷2494     | Babcock & Wilcox                                   | 451÷455      | 1937 | 70,5  | .                    |
| 140    | . | 894       | 140.2495          | Euskalduna                                         | 58           | 1927 | 70,5  |                      |
| 140    | . | 895       | 140.2496          | Euskalduna                                         | 60           | 1927 | 70,5  |                      |
| 140    | . | 896       | 140-2497          | Euskalduna                                         | 62           | 1927 | 70,5  |                      |
| 140    | . | 897÷898   | 140.2306÷2307     | Babcock & Wilcox                                   | 266÷267      | 1928 | 70,5  |                      |
| 140    | . | 899       | 140.2314          | Babcock & Wilcox                                   | 277          | 1928 | 70,5  |                      |
| 040 T  | Asland | 901÷902   | 040.0211÷0212     | Babcock & Wilcox                                   | 145-146      | 1925 | 45,4  | .                    |
| 041 T  | Asland | 911       | 041.0201          | Babcock & Wilcox                                   | 342          | 1929 | 50,0  | .                    |
| 140    | Compañía del Ferrocarril de Medina a Zamora y de Orense a Vigo                                                        | 941÷944   | 140.2049÷2052     | Babcock & Wilcox                                   | 258÷261      | 1928 | 56,8  | .                    |
| 242 T  | Compañía del Ferrocarril de Medina a Zamora y de Orense a Vigo                                                        | 961÷964   | 242.0201÷0204     | Maquinista Terr. y Marítima                        | 86÷89        | 1917 | 75,0  | .                    |
| 242 T  | Compañía del Ferrocarril de Medina a Zamora y de Orense a Vigo                                                        | 965       | 242.0205          | Maquinista Terr. y Marítima                        | 147          | 1923 | 75,0  | .                    |
| 242 T  | Compañía del Ferrocarril de Medina a Zamora y de Orense a Vigo                                                        | 966       | 242.0206          | Maquinista Terr. y Marítima                        | 149          | 1923 | 75,0  | .                    |
| 242 T  | Compañía del Ferrocarril de Medina a Zamora y de Orense a Vigo                                                        | 967÷968   | 242.0207÷0208     | Maquinista Terr. y Marítima                        | 152÷153      | 1923 | 75,0  | .                    |
| 240    | . | 1001÷1005 | 240.2201÷2205     | Euskalduna                                         | 201÷205      | 1932 | 82,9  | .                    |
| 240    | . | 1006÷1010 | 240.2206÷2210     | Babcock & Wilcox                                   | 430÷434      | 1932 | 82,9  | .                    |
| 240    | . | 1011÷1015 | 240.2211÷2215     | Devis, Valencia                                    | 1÷5          | 1933 | 82,9  | .                    |
| 240    | . | 1016÷1020 | 240.2216÷2220     | Babcock & Wilcox                                   | 436÷440      | 1934 | 82,9  | .                    |
| 240    | . | 1021÷1024 | 240.2221÷2224     | Maquinista Terr. y Marítima                        | 478÷481      | 1934 | 82,9  | .                    |
| 240    | . | 1025÷1028 | 240.2225÷2228     | Euskalduna                                         | 206÷209      | 1934 | 82,9  | .                    |
| 240    | . | 1029÷1030 | 240.2229÷2230     | Devis                                              | 6÷7          | 1935 | 82,9  | .                    |
| 240    | . | 1031÷1038 | 240.2231÷2238     | Devis                                              | 8÷15         | 1940 | 82,9  | .                    |
| 240    | . | 2401÷2405 | 240.2471÷2475     | Maquinista Terr. y Marítima                        | 529÷533      | 1942 | 96,6  | .                    |